# Як ми говоримо
«Як ми гово́римо» — книжка, присвячена чистоті української мови. Автор — Борис Антоненко-Давидович.
Книжка адресується тим, хто дбає про культуру мови й прагне запобігти помилковому слововживанню, перебороти лексичну розбіжність у визначенні однакових понять, уникнути невластивих українській мовній традиції зворотів і висловів.
У пошуках найкращого мовного еквівалента автор звертається до прикладів з класичної й сучасної літератури, фольклору й живого народного мовлення, розмірковує про багатющу скарбницю мовної спадщини українського народу.
Книга призначена для мовознавців, викладачів, студентів, журналістів.

## Видання
- 1-ше: «Як ми говоримо» вийшла друком 1970 року у видавництві «Радянський письменник».
- 2-ге: «Як ми говоримо» видана об'єднанням українських письменників в Америці «Слово» і видавництво «Смолоскип» ім. В. Симоненка.[1]
- 3-тє: «Як ми говоримо» за редакцією К. Церкевича і В. Павловського, виправлене і доповнене (редакція відредагувала книжку відповідно до норм «Харківського правопису») 1927—1929 років, включила статтю «Літера, за якою тужать» та автобіографічний нарис «Про самого себе») Нью-Йорк, 1980.[1]
- 4-те: Б. Антоненко-Давидович. Як ми говоримо. Київ, Либідь, 1991, 256 стор.
- 5-те: «Як ми говоримо» Видавництво Канадського інституту українських студій (CIUS Press), Едмонтон, Канада, 1997.

## Цитати
| | Серед письменників, які належать до діячів «розстріляного відродження», є той, головним підсумком творчості якого вважається не художня, а мовознавча праця. Йдеться про Бориса Антоненка-Давидовича. В його творчому доробку є багато чого, проте книга «Як ми говоримо» затьмарила всі інші його результати й досягнення. |
| — Тимур Литовченко, стаття «Проект „Воскресіння Розстріляного Відродження“: Мій мертвий вчитель Борис Антоненко-Давидович», Київ, 26-31 березня 2015 року | |